# Productions de Mike Will Made It
... à savoir le producteur de musique et auteur-compositeur américain Mike Will Made It, œuvres présentées ici sous forme d'une liste chronologique :

## 2007
- Gucci Mane : No Pad, No Pencil
  - East Atlanta 6

- Gucci Mane & Shawty Lo : Guapaholics
  - I Smoke Kush (I Pop Beans)
  - Star Status

## 2008
- Gucci Mane : The Movie
  - Kill the Parking Lot

- Gucci Mane : So Icey Boy: Disc 2
  - If Ya Girl Choose (featuring Yung Joc)
  - Papered Up (featuring DJ Speedy)

- OJ da Juiceman : Culinary Art School
  - 9 in the Morning (featuring Bolo et El Dorado Red)
  - Hood Proud of Me

## 2009
- Tity Boi : All Ice on Me
  - 24/7
  - Trickin Off (featuring M Beezy)

- Eldorado Red : Black Gangster
  - Boomin on U Hoes

- Shawty Lo : Carlito's Way
  - Roll the Dice

- Soulja Boy : My Way of Life
  - Bandz

- Waka Flocka Flame & Slim Dunkin : Twin Towers
  - Let's Do It Let's Go

## 2010
- Eldorado Red : Black Gangster 2
  - Mount Up (featuring Bambino Gold)
  - The Recipe (featuring Fat Boy Grizzy)
  - Hit Me on My Burna (featuring Tity Boi et Nephew)
  - Drugs & Money (featuring Scragg Lee et Jah Fisher)
  - Trap House (featuring Bambino Gold)
  - Half a Birdy (featuring Yung Ralph)

- Eldorado Red & Bambino Gold : Warning Shots
  - Trap House

- OJ da Juiceman : O.R.A.N.G.E.
  - Penis (featuring Lil Dre)

- OJ da Juiceman : The Realest Nigga I Know
  - 20,40

- Tity Boi : Me Against the World 2 (Codeine Withdrawal) 
  - Go & Get It

- Tity Boi : Trap-A-Velli 2 (The Residue)
  - Goin' Thru It

## 2011
- Compilation Maybach Music Group : Self Made Vol. 1
  - Tupac Back (Meek Mill featuring Rick Ross)

- 32 Ent : The Compilation
  - 6,15 Tony Bandz (featuring Lil Dre et OJ da Juiceman)

- DJ Drama : Third Power
  - Ain't No Way Around It (featuring Future)

- E-Pistol : Ride with Me (The Right 2 Travel)
  - Bubblin'

- Future : Dirty Sprite
  - Dirty Sprite

- Ludacris : 1,21 Gigawatts: Back to the First Time
  - I'm on Fire (featuring Big K.R.I.T.)

- Gucci Mane & Future : Free Bricks
  - Gucci Terintino
  - Nasty
  - Lost It (featuring 2 Chainz)
  - Can't Turn Me Down
  - Radical

- Starlito & Don Trip : Step Brothers
  - Boats N Hoes

- Tity Bo : Codeine Cowboy (A 2 Chainz Collective)
  - Lala (featuring Busta Rhymes)

- YG Hootie : Fonk Love (Flight to Da Motherland)
  - 142

- Young Jeezy : The Real Is Back 2
  - Nicks 2 Bricks (featuring Freddie Gibbs)
  - Sittin Low (featuring Scrilla et Freddie Gibbs)

- Waka Flocka & Slim Dunkin : Twin Towers 2 (No Fly Zone)
  - Baddest in the Room

## 2012
- Compilation GOOD Music :  Cruel Summer
  - Mercy (Kanye West, Big Sean, Pusha T et 2 Chainz)

- 2 Chainz : Based on a T.R.U. Story
  - No Lie (featuring Drake)
  - Wut We Doin (featuring Cap1)

- 2 Chainz
  - Own Drugz (featuring Juicy J et Cap1)

- 50 Cent : Girls Go Wild (featuring Jeremih)

- 50 Cent : The Lost Tape
  - OJ (featuring Kidd Kidd)

- Bambino Gold : Fuck Being Indicted
  - Star Like Me

- B.o.B : Strange Clouds
  - Just a Sign (featuring Playboy Tre)

- B.o.B : Fuck 'Em We Ball
  - We Still in This Bitch (featuring T.I. et Juicy J)

- Brandy : Two Eleven
  - Do You Know What You Have?

- Chief Keef : Finally Rich
  - No Tomorrow

- Chief Keef, Future, Fredo Santana & SD
  - Dead Broke

- Daz Dillinger : Witit Witit
  - Street Money

- DJ Infamous
  - Itchin' (featuring Future)
  - Itchin' Remix (featuring Future, Young Jeezy, Yo Gotti et Fabolous)

- DJ Khaled : Kiss the Ring
  - Bitches & Bottles (featuring Lil Wayne, Future et T.I.)

- Eldorado Red : McRado's 2
  - Ocean Front View (featuring Gorilla Zoe et Bambino Gold)

- Future : Astronaut Status
  - Itchin'"

- Future : Pluto
  - Truth Gonna Hurt You
  - Neva End
  - Turn on the Lights

- Future : Pluto 3D
  - Neva End (Remix) (featuring Kelly Rowland)

- Gutta TV : Strap & Camera
  - Talking Bout (featuring J Money et Jody Breeze)

- Yo Gotti : Live from the Kitchen
  - Cases (featuring 2 Chainz)

- Ace Hood : Body Bag, Vol. 2
  - Leggo

- Jeremih : Late Nights
  - 773 Love
  - Girls Go Wild

- Juvenile : Juvie Tuesdays
  - Picture Perfect (featuring Birdman et Lil Wayne)

- Sylver Karatz : Bad Bitches Only
  - His & Hers (featuring Young Butta)

- Shawty Lo : Million Dollar Man
  - No Secrets (featuring Rav Money)

- Gucci Mane : Trap Back
  - Walking Lick (featuring Waka Flocka Flame)
  - Plane Jane (featuring Rocko)
  - Get It Back (featuring 2 Chainz)
  - Okay with Me (featuring 2 Chainz)
  - North Pole

- Gucci Mane : I'm Up
  - Trap Boomin (featuring Rick Ross)
  - Scarface (featuring Scarface)
  - Gucci Freestyle
  - Too Sexy (featuring Jeremih)
  - Plane Jane (Remix) (featuring Rocko et T.I.)

- Gucci Mane : Trap God
  - Rolly Up (featuring Young Scooter et Waka Flocka Flame)
  - Fuck the World (featuring Future)
  - Don't Trust (featuring Young Scooter)
  - I Fuck with That

- Mike WiLL Made It : Est. In 1989 (Part 2.5)

- NAKIM : YNWA+$
  - Young & Wild (featuring Marty)

- Pharoah : Pay 2 Play
  - Ain't Got Sense

- Plies : On Trial 2
  - My Bitch

- Rihanna : Unapologetic
  - Pour It Up

- Rick Ross : Rich Forever
  - King of Diamonds

- Schoolboy Q : Habits & Contradictions
  - My Hatin' Joint

- Obie Trice : Watch the Chrome
  - Big Proof Back

- Young Jeezy : TM:103 Hustlerz Ambition
  - Way Too Gone

- Young Jeezy : It's Tha World
  - Tonight (featuring Trey Songz)

- Yung Ralph : Juugman Reloaded
  - Money Maker

## 2013
- Natalia Kills : Trouble
  - programmation

- 2 Chainz : B.O.A.T.S. II: Me Time
  - Fork
  - Where U Been? (featuring Cap.1)

- Cassie : RockaByeBaby
  - Take Care of Me Baby (featuring Pusha T)

- Ciara : Ciara
  - Body Party
  - Where You Go (featuring Future)

- Miley Cyrus : Bangerz
  - We Can't Stop
  - SMS (Bangerz) (featuring Britney Spears)
  - My Darlin (featuring Future)
  - Love Money Party (featuring Big Sean)
  - Drive
  - Maybe You're Right
  - Someone Else
  - Hands in the Air (featuring Ludacris)

- Dorrough Music : Shut the City Down
  - What the Hell (featuring Prime Time Click)

- French Montana : Excuse My French
  - Marble Floors (featuring Rick Ross, Lil Wayne et 2 Chainz)

- Future : Honest
  - Real and True (featuring Miley Cyrus et Mr Hudson)

- Future : F.B.G.: The Movie
  - Fo Real (featuring Drake)

- Ace Hood : Trials & Tribulations
  - Bugatti (featuring Future et Rick Ross)

- Jay-Z : Magna Carta Holy Grail
  - Beach Is Better (Interlude)

- Juicy J : Stay Trippy
  - Stop It
  - Smoke a Nigga (featuring Wiz Khalifa)
  - Show Out (featuring Big Sean et Young Jeezy)
  - Bandz a Make Her Dance (featuring Lil Wayne et 2 Chainz)

- Juvenile : Mo Money (featuring Curren$y)

- Ludacris : #IDGAF
  - Speak Into the Mic

- Gucci Mane : Trap God 2
  - Rich Muthafucka
  - Greasy

- Gucci Mane : Trap Back 2
  - Playin' with the Money
  - That Pack (featuring Travis Porter)

- Gucci Mane & Young Scooter : Free Bricks 2
  - Faces

- Brianna Perry : Symphony No. 9: The B Collection
  - Oh You Mad (featuring Alja)

- Kelly Rowland : Talk a Good Game
  - Kisses Down Low
  - #1

- Fredo Santana : Fredo Kruger
  - Dead Broke (featuring SD, Chief Keef et Future)

- Slice 9 : Another One (featuring Future et Levi Leer)

- B. Smyth : The Florida Files
  - Win Win (featuring Future)

- Trae tha Truth  : Banned
  - Screwed Up (featuring Future)

- Lil Wayne : I Am Not a Human Being II
  - Love Me (featuring Future et Drake)

## 2014
- Rae Sremmurd : Sremmlife EP
  - We
  - No Flex Zone
  - No Type
  - Up Like Trump

## 2016
- Kid Cudi : Passion, Pain and Demon Slayin'
  - All In
- Mike Will Made It X Rihanna :
  - Nothing Is Promised
- Gucci Mane : The Return of East Atlanta Santa
  - Nonchalant

## 2017
- Kendrick Lamar : DAMN
  - DNA
  - HUMBLE
  - XXX
- Future & Young Thug : Super Slimey
  - Mink Flow